# Luigi Muro
Luigi Muro (Napoli, 29 marzo 1960) è un avvocato e politico italiano.

## Biografia
Nato a Napoli, in Campania, di professione avvocato cassazionista, nel 1984 viene eletto consigliere comunale di Procida.
Nel 1995 aderisce alla svolta di Fiuggi di Gianfranco Fini che porta alla nascita di Alleanza Nazionale (AN), diventando nello stesso anno vicesindaco, e nel 1996 sindaco di Procida, carica che mantiene fino al 2005.
Alle elezioni amministrative del 1996 del comune di Procida si candida sindaco con una lista civica e vince. 
Alle successive elezioni amministrative del 2000 viene riconfermato sindaco.
Dal 1999 al 2004 è vicepresidente del Consiglio Provinciale di Napoli.
Alle elezioni amministrative del 2004 viene candidato alla Presidenza della Provincia di Napoli per il centro-destra, ma viene sconfitto con il 62,5% dei voti dal candidato di centro-sinistra dei Verdi Riccardo Di Palma.
Dal 2002 al 2006 è stato presidente della federazione provinciale di Alleanza Nazionale a Napoli.
Alle elezioni regionali in Campania del 2005 viene eletto in Consiglio regionale della Campania.
Alle elezioni politiche del 2006 si candida alla Camera dei deputati, tra le liste di Alleanza Nazionale nella circoscrizione Campania 1, ma non risulta eletto.
Alle elezioni politiche del 2008 si ricandida alla Camera dei deputati, tra le lista del Popolo della Libertà nella Circoscrizione Campania 1, risultando il terzo dei non eletti.
A settembre 2009 si dimette da consigliere regionale perché nominato assessore provinciale a Napoli nella giunta guidata da Luigi Cesaro.
Il 15 dicembre 2010 viene eletto deputato della XVI Legislatura, subentrando a Domenico De Siano (a sua volta subentrato a Marcello Taglialatela, in quanto nominato assessore regionale in Campania), il quale opta per la carica incompatibile di consigliere regionale in Campania.
Il 22 marzo 2011 lascia il Popolo della Libertà e passa a Futuro e Libertà per l'Italia, motivando tale decisione con una "grandissima delusione e troppo nordismo"; rimane quindi deputato fino alla fine della legislatura.
Alle elezioni politiche del 2013 viene nuovamente candidato alla Camera dei Deputati nelle liste di Futuro e Libertà per l'Italia nelle circoscrizioni Campania 1 e Campania 2; tuttavia, a causa del basso consenso ottenuto dal partito (0,47% a livello nazionale) non viene rieletto deputato.